# Töltéstava
Töltéstava là một thị trấn thuộc hạt Győr-Moson-Sopron, Hungary. Thị trấn này có diện tích 23,17 km², dân số năm 2010 là 2202 người, mật độ 95 người/km².